# Макотерты
Макотерты (укр. Макотерти) — село в Дядьковичской сельской общине Ровненского района Ровненской области Украины.
Население по переписи 2001 года составляло 152 человека. Почтовый индекс — 35337. Телефонный код — 362. Код КОАТУУ — 5624682705.